# Arquelau II de Macedònia
Arquelau II de Macedònia (Archelaus, grec Ἀρχέλαος ὁ Μακεδών) fou rei de Macedònia, fill i cosuccessor d'Arquelau I de Macedònia que havia estat assassinat. Vas regnar set anys i va morir en un accident en una cacera. Era germà d'Orestes de Macedònia. Eusebi al seu Chronicon li atribueix un regnat de quatre anys.